# Tasmanicosa
Tasmanicosa tasmanica es una especie de araña araneomorfa de la familia Lycosidae. Es el único miembro del género monotípico Tasmanicosa. Es originaria de Tasmania en Australia.